# Porla brunn

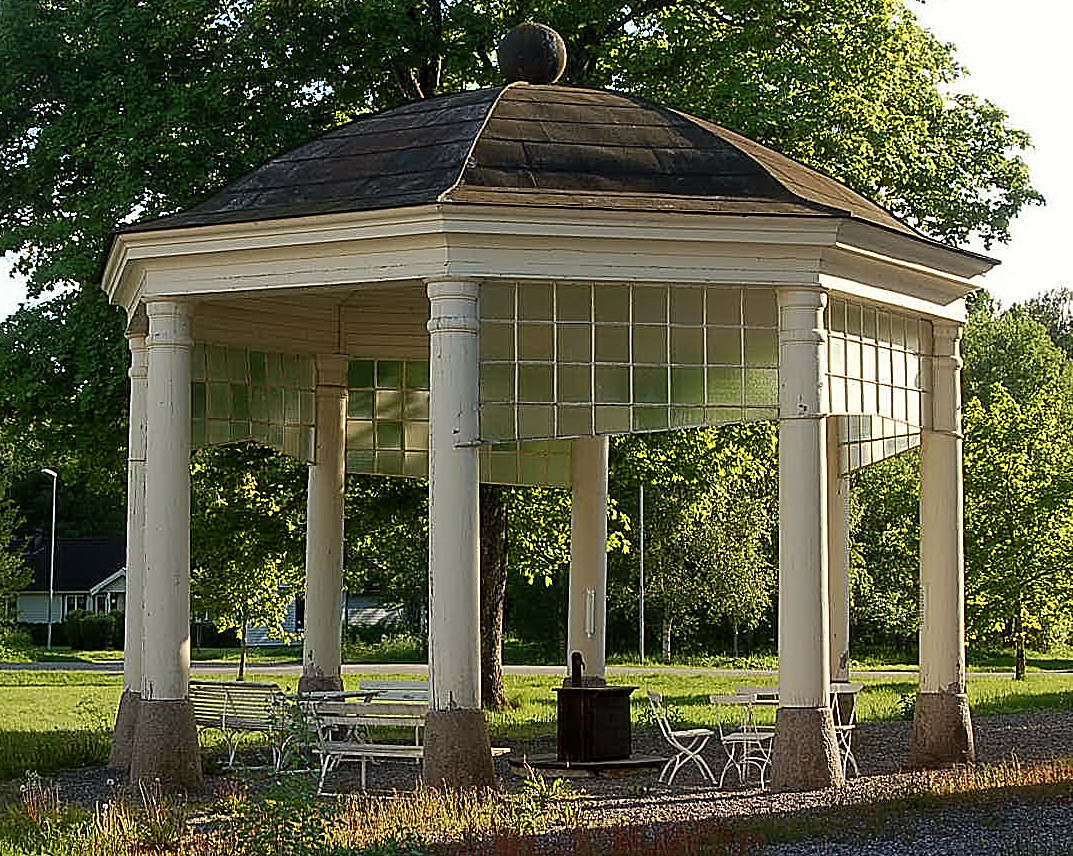
En teckning av denna paviljong avbildades på vattenflaskorna som levererades från Porla.

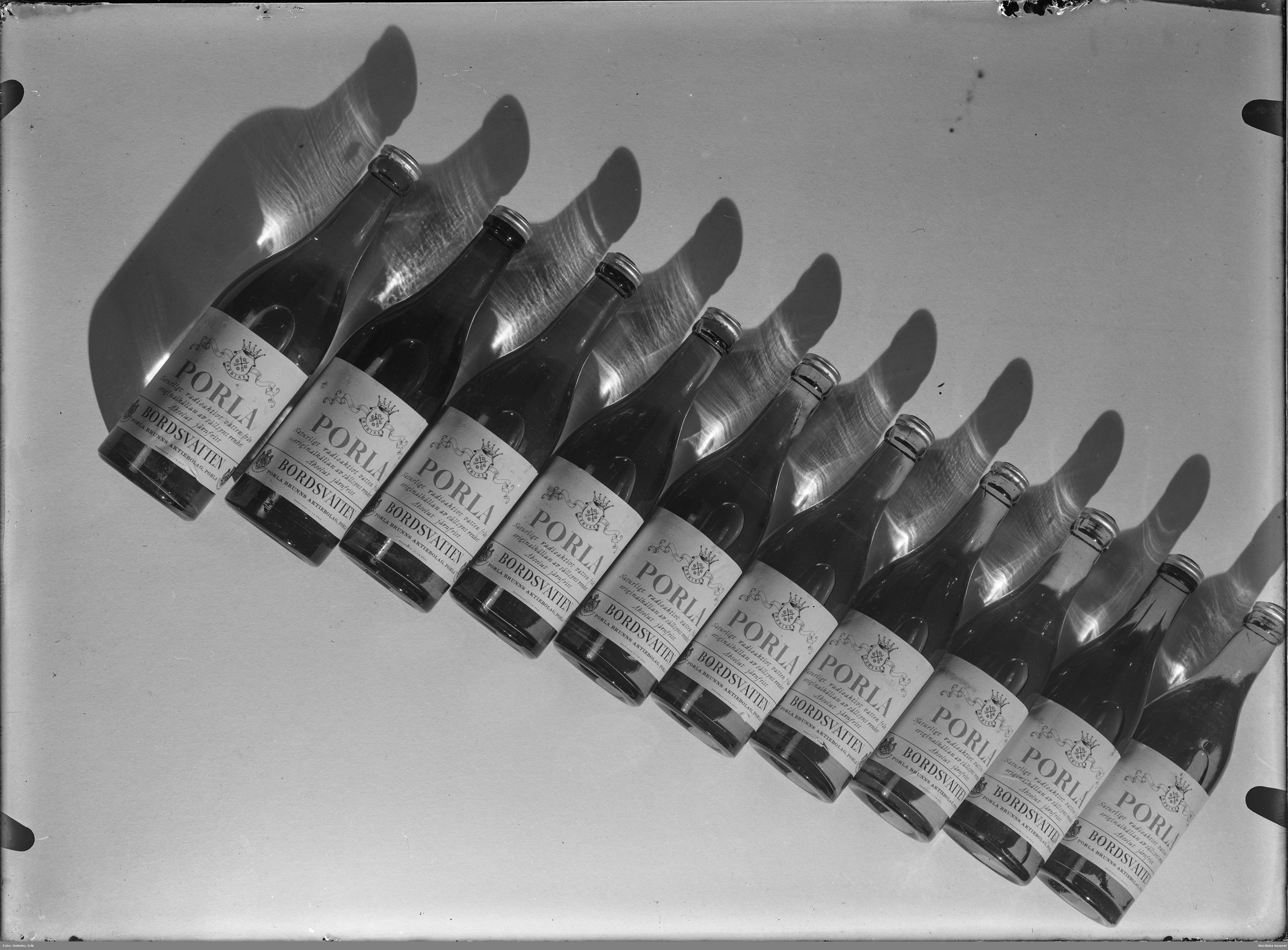
Porla bordsvatten på flaska, 1933. På etiketten: ”Naturligt radioaktivt vatten från originalkällan av sällsynt renhet”.

Porla brunn, Porla, är ett industrisamhälle och tidigare brunnsort mellan Laxå och Hasselfors.
Porla brunn användes för brunnsdrickning åren 1724–1939. Här vistades bland annat författaren Selma Lagerlöf.
Under 1700-talet var Porla brunn tämligen okänd, men fick ett uppsving under 1800-talet, särskilt sedan Jöns Jacob Berzelius 1806 genomfört analyser av brunnsvattnet och påvisat dess höga halter av järn och kolsyra. Porla brunn ansågs därefter som en viktig läkekälla, särskilt för behandlingar mot gikt och reumatism. Under en lång tid framåt besöktes "surbrunnen" av flera hundra personer årligen. I det gamla "kryckhuset" hängde ett stort antal kryckor och käppar som ett slags troféer eller votivgåvor av tacksamma brunnsgäster som blivit botade.
Ett aktiebolag tog 1874 över källan, och lät förutom de äldre Gamla källan och Patrikskällan ta upp en ny, Nya källan 1896. Under 1900-talet blev Porla brunn känt för behandling av mag- och tarmsjukdomar.
Åren 1913–37 hölls så kallade Porlamöten vid Porla brunn, möten för kristen uppbyggelse inom Svenska kyrkan med ett stort antal deltagare och en informell organisation. Dessa fortsatte 1943–85 med de så kallade Vadstenamötena, som var liknande möten i Vadstena och Medevi brunn.